# Gaston Casimir Saint-Pierre
Gaston Casimir Saint-Pierre, né le 12 mai 1833 à Nîmes, et mort le 18 décembre 1916 à Paris, est un peintre français.

## Biographie
Gaston Casimir Saint-Pierre est élève des écoles des beaux-arts de Marseille et de Paris. Il a pour maîtres Emile Loubon à Marseille et Léon Cogniet et Charles Jalabert à Paris. Une partie de sa famille réside à Oran et il effectue plusieurs voyages en Afrique du Nord d'où il ramène de nombreux croquis et dessins.
Certains thèmes deviendront alors récurrents dans son œuvre, centrée sur l'orientalisme (dans de nombreuses œuvres apparaissent des femmes algériennes amazighes,, portraits de leur beauté mais aussi évocation de leurs coutumes, artisanat, bijoux, joaillerie, musique, chant...) et sur la philogynie, les femmes sont en effet omniprésentes dans son œuvre.
C'est également un portraitiste réputé et un peintre de scènes de genre: en 1860 il réalise des panneaux décoratifs pour la cathédrale du Sacré-Cœur d'Oran; en 1861 et 1862 il effectue comme de nombreux artistes des copies des portraits de Napoléon III et de l'impératrice Eugénie d'après Winterhalter, destinées aux édifices publics.
En 1861, année où il expose pour la première fois au Salon, il est domicilié 41 rue des Martyrs à Paris (9è/18è). Il est médaillé en 1868 (Amour riant de ses coups et Cache-cache) et en 1879 (La sieste, médaille de 2è classe). Il est nommé chevalier de la légion d'honneur en 1881. Membre de la Société des artistes français en 1883, il sera très influent au Salon des artistes français dont il devient membre du Comité et du jury de peinture. Il y est hors-concours en 1904.
Il est également régulièrement invité au banquet annuel de l'Union des femmes peintres et sculpteurs dans les années 1880.
Son atelier est 11, place Pigalle (9è) puis 35, avenue de Wagram (17è). En 1896 nombre de ses élèves exposent au salon de la Société des amis des arts du Havre.
En 1899 il reçoit commande pour participer à la décoration du nouveau théâtre de Nîmes. En 1900, il peint une toile représentant Marseille pour décorer la grande salle du restaurant Le Train bleu à la gare de Lyon à Paris. Il est médaille d'argent à l'exposition universelle la même année.
Gaston Casimir Saint-Pierre est promu au rang d'officier de la Légion d'honneur en 1903.
Parmi ses très nombreux élèves on trouve Théo Mayan, Eugène Jules Delahogue, Marius Barthalot etc. mais aussi de nombreuses femmes dont Mathilde Delattre, Jeanne Bourrillon-Tournay, Eugénie Faux-Froidure, etc.
Il meurt le 18 décembre 1916 en son domicile, au no 35, avenue de Wagram dans le 17e arrondissement, et est inhumé au cimetière de Montmartre (20e division).

## Œuvres exposées au Salon des artistes français
- 1861 : Portrait de Monsieur E.G***[15]
- 1865 : Léda.
- 1866 : Le Sommeil de la nymphe.
- 1868 : Amour riant de ses coups (obtient une médaille).
- 1870 : Les Adieux, maisons juives à Oran.
- 1872 : Bacchante[16].
- 1873 : Indifférence et tendresse.
- 1874 : Nedjma - Odalisque[17].
- 1880 : La Caresse inattendue.
- 1881 : Portrait d'Eugène Napoléon Etienne[18]
- 1901 : L'Attente au rendez vous.
- 1909 : Le rêve d'une croyante[19].
- 1912 : La Fortune.
- 1914 : La Vierge et l'Enfant.

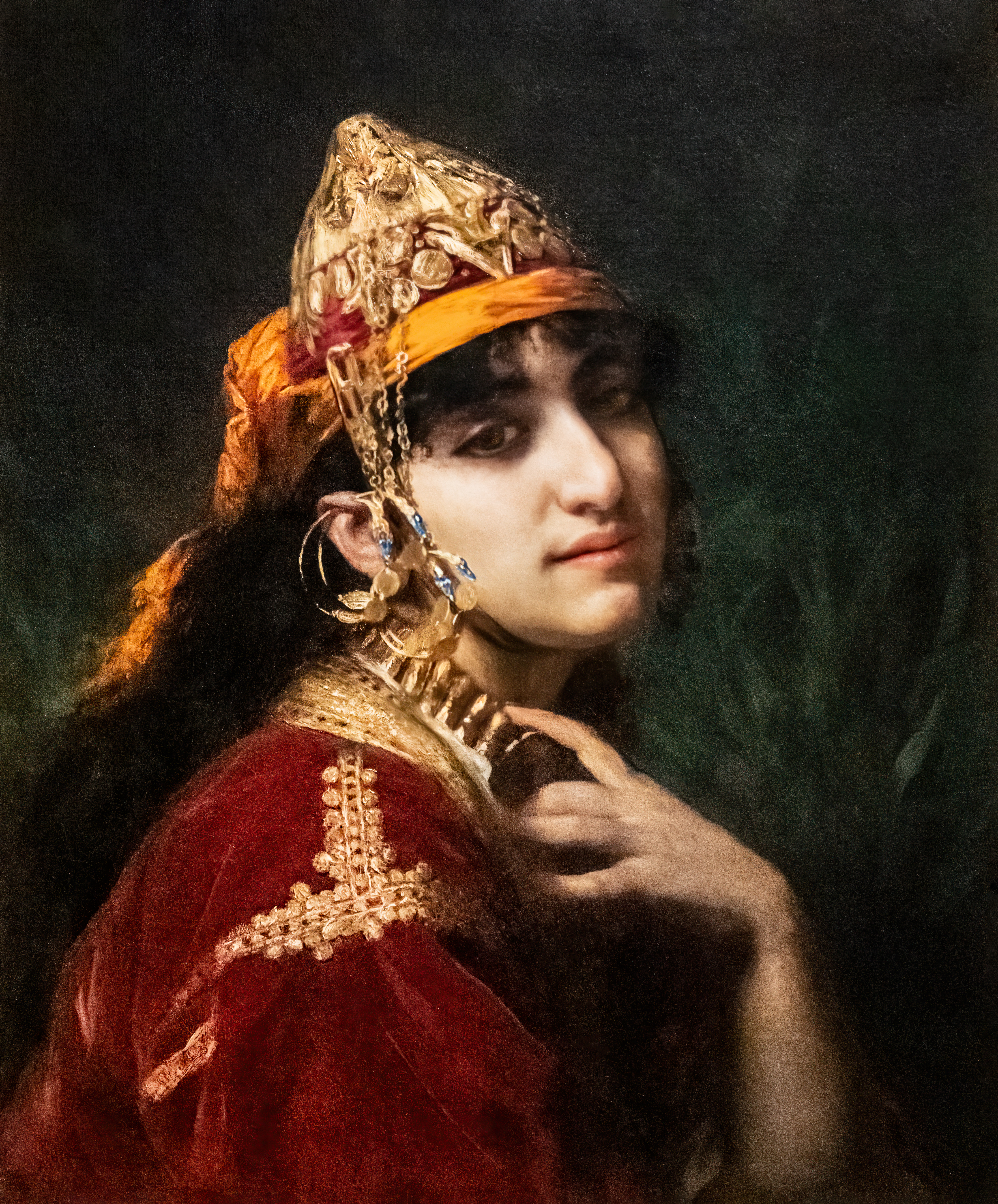
Halima Musée des Beaux-Arts de Narbonne
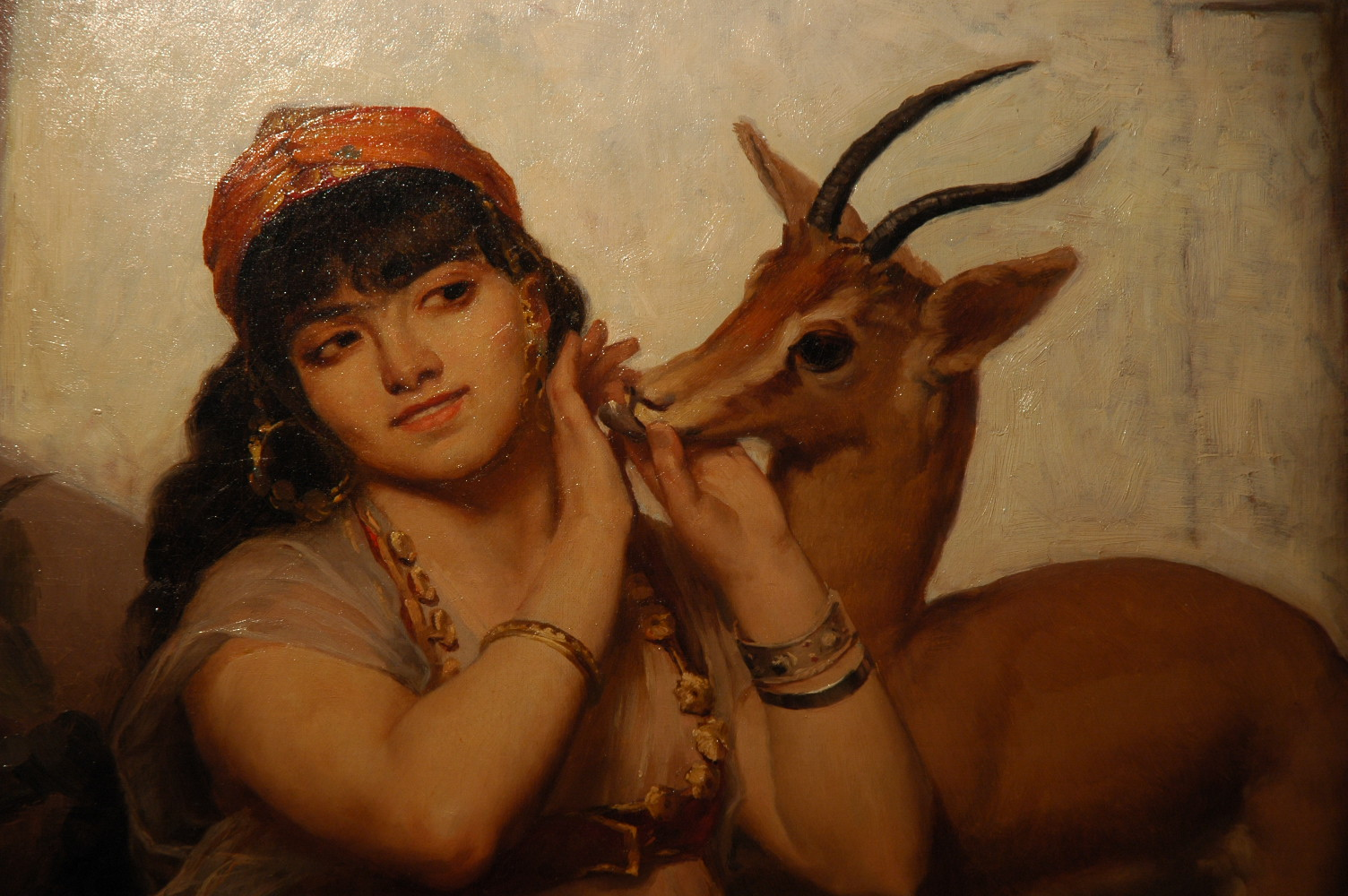
Jeune fille à la gazelle Musée des Beaux-Arts de Narbonne
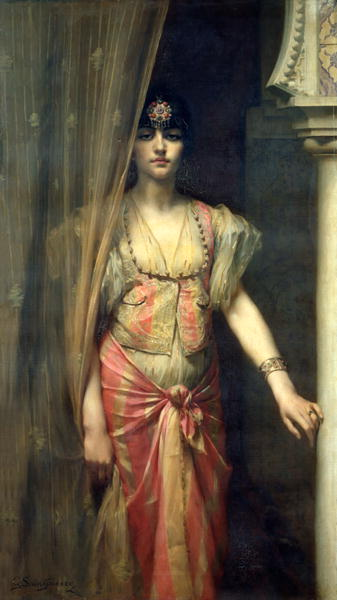
Soudja Sari, Tourcoing, MUba Eugène Leroy
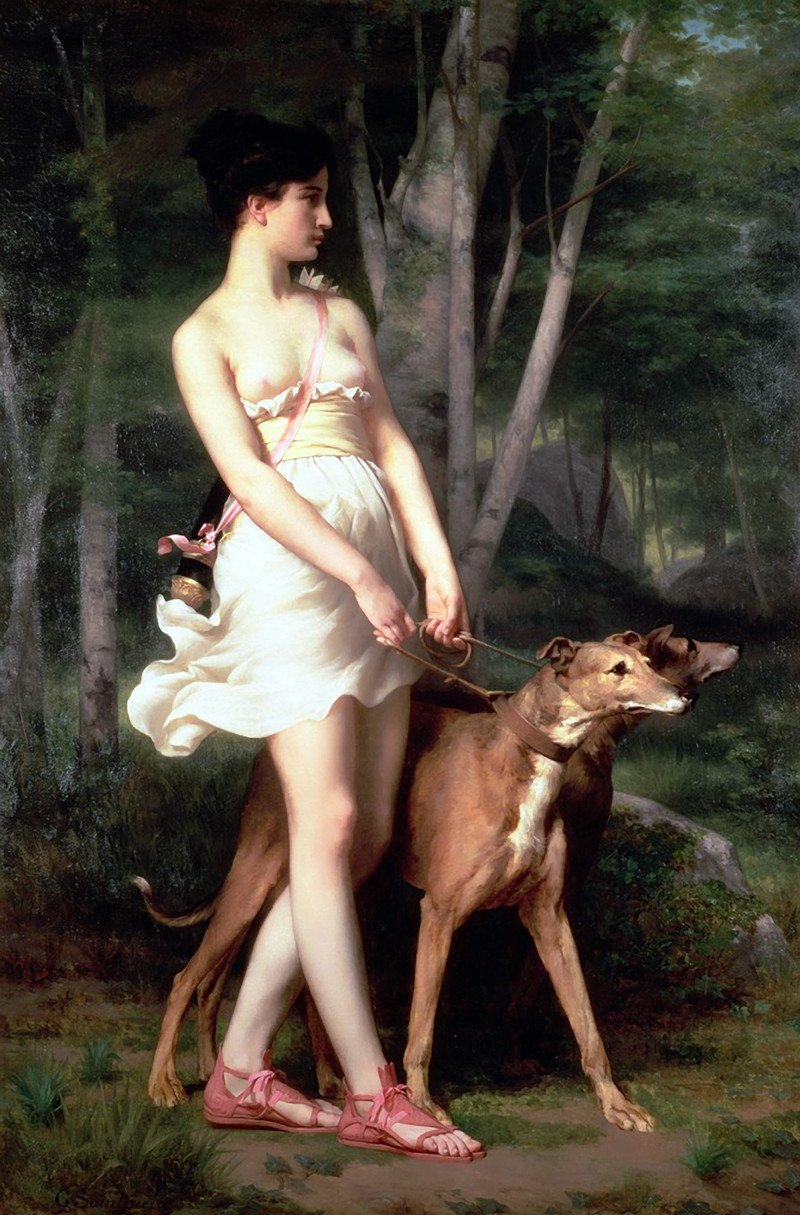
Diane chasseresse, collection privée
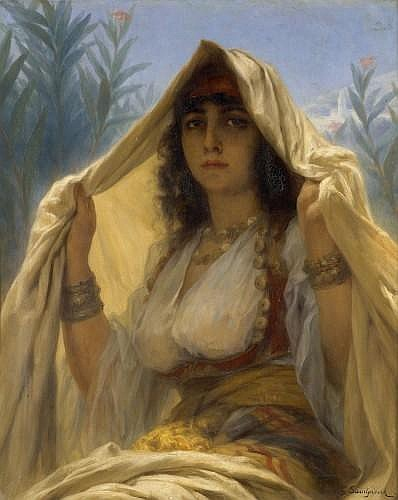
L'attente au rendez-vous

## Estampes
- Esclaves occidentales, captives en Afrique du Nord, eau-forte[20].
- Romance arabe, vers 1870, photogravure[20].

## Œuvres dans l'espace public

### Edifices
- Nîmes, décoration du théâtre.
- Oran, Algérie, cathédrale du Sacré-Cœur : panneaux décoratifs.
- Paris, Paris-Gare de Lyon, restaurant Le Train bleu : Marseille.
- Versailles, château de Versailles : Mme Claude Vignon, huile sur toile[21].

### Musées
- Bayonne, musée Bonnat-Helleu : Bacchante[16].

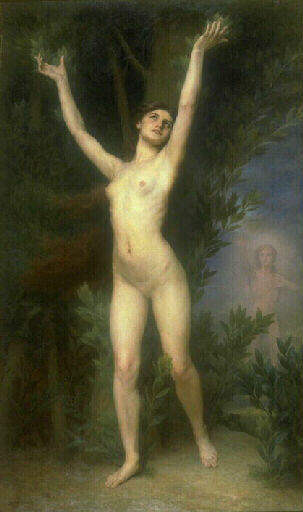
Daphné, huile sur toile 215 x 130 cm, commande de l'état, 1906, musée des beaux-arts de Bordeaux.

- Daphné, huile sur toile 215 x 130 cm, commande de l'état, 1906, musée des beaux-arts de Bordeaux.Bordeaux, musée des beaux-arts : Daphné[22].
- Carcassonne
- Châteauroux
- Dijon, musée des beaux-arts : Portrait de femme[22].
- Limoux, musée Petiet : La Sultane.
- Lyon, musée des beaux-arts : Odalisque couchée ou Saadia l'heureuse (1878).
- Marseille, musée des beaux-arts[22]:
  - Le Sommeil de la nymphe ;
  - Une caresse inattendue ;
  - Esmeralda enfant ;
  - Aux Écoutes, souvenir des environs de Tlemcen.
- Nîmes
- Narbonne, musée d'art et d'histoire :
  - Jeune fille à la gazelle[23]
  - Halima [24].
- Tourcoing, MUba Eugène Leroy : Soudja Sari.
- Troyes, musée des beaux-arts [22]:
  - Portrait de Mme Aguilhon de Sarran ;
  - L'Aurore.

## Expositions rétrospectives
- 1975 : galerie des beaux-arts de Bordeaux, « Pompiérisme et peinture équivoque », Daphné, no 52 du catalogue[22].
- 1976 : « Diverses tendances de la peinture française au XIXe et au début du XXe siècle », musée de Calais, Daphné, no 47 du catalogue[22].
- 1995 : « Dix ans d'acquisitions, dix ans de restaurations », musée de Narbonne, juillet à septembre 1995.
- 1997 : « Parfums d'Orient », Narbonne, 1997 - Carcassonne, 1998[réf. nécessaire].
- 2013 : "Les Lyonnais rencontrent l'Orient", Musée Paul Dini à Villefranche-sur-Saône, Odalisque couchée (Saadia)[25].